# Namibia International 2011
Die Namibia International 2011 als offene internationale Meisterschaften von Namibia im Badminton fanden vom 26. bis zum 28. August 2011 in Windhoek statt.

## Finalergebnisse
| Disziplin    | Sieger                                | Finalist                                 | Ergebnis            |
| ------------ | ------------------------------------- | ---------------------------------------- | ------------------- |
| Herreneinzel | Ali Shahhosseini                      | Kaveh Mehrabi                            | 21-11, 21-17        |
| Dameneinzel  | Victoria Na                           | Claudia Mayer                            | 25-27, 21-17, 21-17 |
| Herrendoppel | Dorian James Willem Viljoen           | Ali Ahmed El Khateeb Abdelrahman Kashkal | 21-13, 21-13        |
| Damendoppel  | Michelle Butler-Emmett Stacey Doubell | Hadia Hosny Rajae Rochdy                 | 21-14, 21-9         |
| Mixed        | Abdelrahman Kashkal Hadia Hosny       | Victoria Na Luke Chong                   | 21-14, 16-21, 22-20 |